# Olite (stacja kolejowa)
Olite (hiszp: Estación de Olite, bask: Olite-Erriberri geltokia) – stacja kolejowa w miejscowości Olite, we wspólnocie autonomicznej Nawarra, w Hiszpanii. Obsługuje połączenia średniego zasięgu Renfe.

## Położenie stacji
Stacja położona jest na wysokości 385 m n.p.m., na linii kolejowej Castejón de Ebro – Altsasu km 133,4.

## Historia
Stacja została otwarta w dniu 15 września 1860 wraz z odcinkiem Caparroso-Pampeluna będącej częścią Compañía del Ferrocarril de Zaragoza a Pamplona. Następnie spółka włączona została do compañía de los Ferrocarriles de Zaragoza a Pamplona y Barcelona. 1 kwietnia 1878 linia znalazła się pod zarządem Compañía de los Caminos de Hierro del Norte de España. Spółka zarządzała linią do 1941 roku kiedy nastąpiła nacjonalizacja kolei w Hiszpanii i włączono ją do nowo utworzonego RENFE.
Od 31 grudnia 2004 infrastrukturą kolejową zarządza Adif.

## Linie kolejowe
- Castejón de Ebro – Altsasu